# Los Chañaritos (Río Segundo)
Los Chañaritos es una comuna del Departamento Río Segundo, provincia de Córdoba, Argentina. 
Ubicada en la llanura pampeana, sobre ruta pavimentada, la Nacional N.º 19, a 8 km al este de Santiago Temple y a 13 km al oeste de Tránsito.
Los Chañaritos se origina en 1888, año en que se inaugura la estación del ferrocarril entre Córdoba y Santa Fe. Su nombre proviene de los montes de chañares que en ese entonces eran abundantes en la zona.
La actividad económica es agrícola-ganadera, se siembra soja, maíz y trigo y se explotan tambos para producción de productos lácteos.
Se encuentra organizada políticamente como Comuna.
La construcción más importante del lugar es la iglesia, dedicada a Cristo Rey, el patrono del pueblo.

## Población

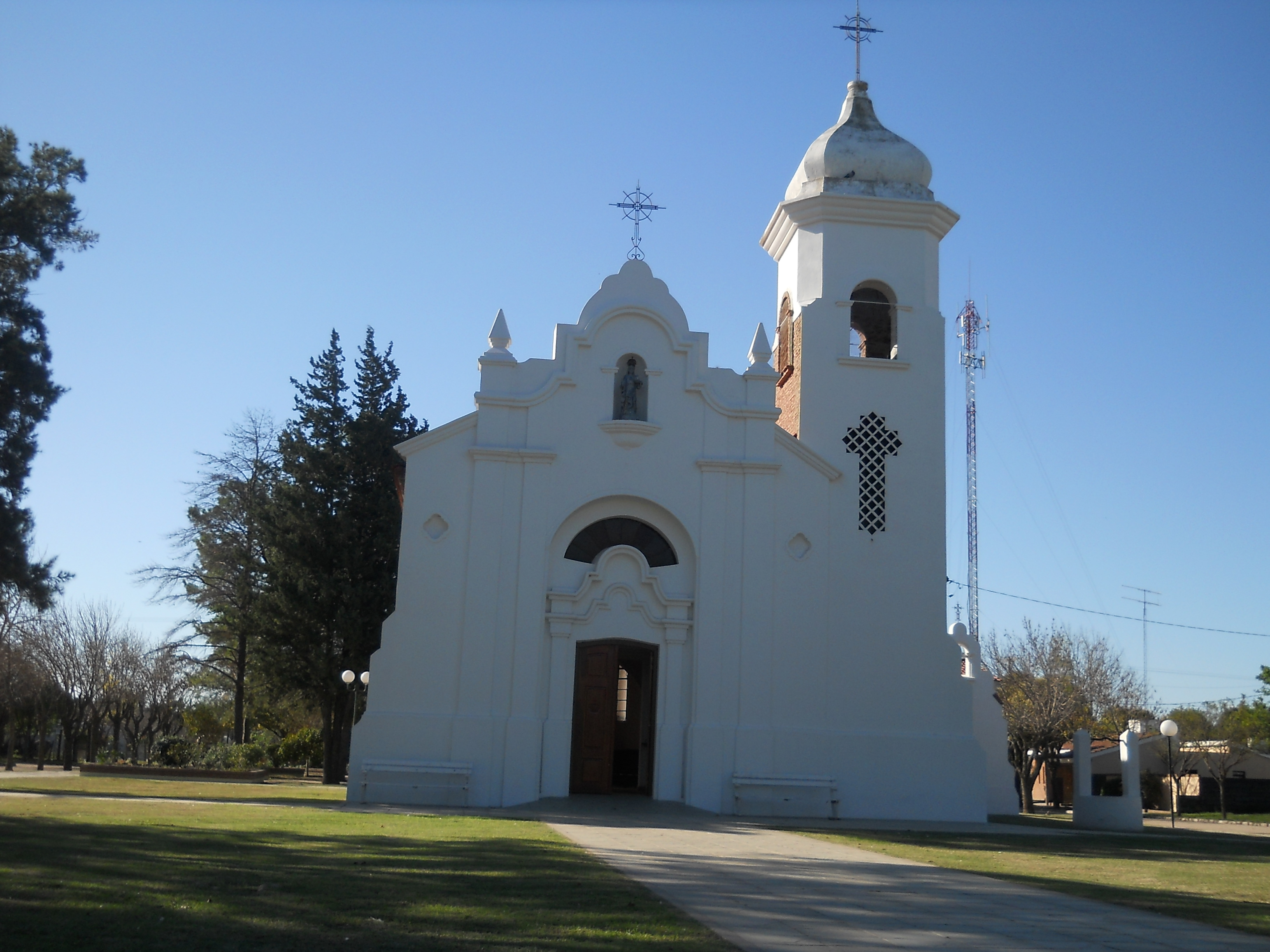
Iglesia de Cristo Rey de la Localidad de Los Chañaritos, sobre

Cuenta con 232 habitantes (Indec, 2022), lo que representa un incremento del 32 % frente a los 219 habitantes (Indec, 2010) del censo anterior. Contaba con 60 viviendas.
El censo provincial de población 2008, que incluye la población rural, registró 263 pobladores, un 102,31 % más que en el anterior censo provincial de 1996, cuando tenía 130 moradores, con lo cual constituye una de las localidades que ha crecido a un ritmo más sostenido (8,53% anual).
| Gráfica de evolución demográfica de Los Chañaritos entre 1991 y 2022 |
|                                                                      |
| Fuente: censos nacionales del INDEC                                  |

## Sismicidad
La sismicidad de la región de Córdoba es frecuente y de intensidad baja, y un silencio sísmico de terremotos medios a graves cada 30 años en áreas aleatorias. Sus últimas expresiones se produjeron:
- 22 de septiembre de 1908 (116 años), a las 17.00 UTC-3, con 6,5 Richter, escala de Mercalli VII; ubicación 30°30′0″S 64°30′0″O / -30.50000, -64.50000; profundidad: 100 km; produjo daños en Deán Funes, Cruz del Eje y Soto, provincia de Córdoba, y en el sur de las provincias de Santiago del Estero, La Rioja y Catamarca[3]

- 16 de enero de 1947 (78 años), a las 2.37 UTC-3, con una magnitud aproximadamente de 5,5 en la escala de Richter (terremoto de Córdoba de 1947)[2]

- 28 de marzo de 1955 (70 años), a las 6.20 UTC-3 con 6,9 Richter: además de la gravedad física del fenómeno se unió el desconocimiento absoluto de la población a estos eventos recurrentes (terremoto de Villa Giardino de 1955)

- 7 de septiembre de 2004 (20 años), a las 8.53 UTC-3 con 4,1 Richter

- 25 de diciembre de 2009 (15 años), a las 21.42 UTC-3 con 4,0 Richter